# Amy Sedaris
Amy Louise Sedaris (Endicott, New York, 1961. március 29. –) amerikai színésznő, humorista és írónő.

## Filmográfia

### Film
| Év   | Magyar cím                                 | Eredeti cím                                          | Szerep                   | Magyar hang        |
| ---- | ------------------------------------------ | ---------------------------------------------------- | ------------------------ | ------------------ |
| 1997 |                                            | Bad Bosses Go to Hell (rövidfilm)                    | trendi főnök             |                    |
| 1997 |                                            | Commandments                                         | tudós                    |                    |
| 1998 |                                            | Wheels of Fury (rövidfilm)                           | Pepper Mills             |                    |
| 1998 | Hat nap, hét éjszaka                       | Six Days, Seven Nights                               | Robin titkárnője         |                    |
| 2001 | Vőlegény nyúlcipőben                       | Jump Tomorrow                                        | diáklány                 |                    |
| 2002 | Álmomban már láttalak                      | Maid in Manhattan                                    | Rachel Hoffberg          |                    |
| 2003 | Rocksuli                                   | School of Rock                                       | Mrs. Haynish             | Riha Zsófi         |
| 2003 | Mi a manó?                                 | Elf                                                  | Deb                      |                    |
| 2004 |                                            | Neurotica                                            | Renee                    |                    |
| 2004 | Apa lettem, kisapám!                       | My Baby's Daddy                                      | Annabelle                |                    |
| 2005 | Öregdiák nem véndiák                       | Strangers with Candy                                 | Jerri Blank              | Vándor Éva         |
| 2005 | Földre szállt boszorkány                   | Bewitched                                            | Gladys Kravitz           |                    |
| 2005 | Románc és cigaretta                        | Romance & Cigarettes                                 | Frances                  |                    |
| 2005 | Maradj!                                    | Stay                                                 | Toni                     |                    |
| 2005 | Csodacsibe                                 | Chicken Little                                       | Veress Fondorka (hangja) | Létay Dóra         |
| 2006 |                                            | Full Grown Men                                       | Trina                    |                    |
| 2006 | Sajttársak                                 | I Want Someone to Eat Cheese With                    | Ms. Clark                |                    |
| 2007 | Angyal a hóban                             | Snow Angels                                          | Barb Petite              | Román Judit        |
| 2007 | Nélküled nem megy                          | Dedication                                           | Cassidy anyja            |                    |
| 2007 | Harmadik Shrek                             | Shrek the Third                                      | Hamupipőke (hangja)      | Zsigmond Tamara    |
| 2007 |                                            | Puberty: The Movie                                   | Paulie a pénisz (hangja) |                    |
| 2009 | Űrkölykök                                  | Space Buddies                                        | Gravitáció (hangja)      |                    |
| 2009 | Táncfilm                                   | Dance Flick                                          | Ms. Cameltoé             |                    |
| 2009 | Jennifer's Body                            | Toni Lesnicki                                        | Koffler Gizi             |                    |
| 2009 |                                            | Tanner Hall                                          | Mrs. Middlewood          |                    |
| 2009 | Vén csontok                                | Old Dogs                                             | szomszédasszony          |                    |
| 2010 |                                            | Beware the Gonzo                                     | Diane Gilman             |                    |
| 2010 |                                            | The Best and the Brightest                           | Sue Lemon                |                    |
| 2011 | Csizmás, a kandúr                          | Puss in Boots                                        | Jill (hangja)            | Kisfalvi Krisztina |
| 2013 | Szuperebek                                 | Super Buddies                                        | Betty (hangja)           |                    |
| 2014 |                                            | Ping Pong Summer                                     | Peggy néni               |                    |
| 2014 | A séf                                      | Chef                                                 | Jen                      | Farkasinszky Edit  |
| 2014 |                                            | Hits                                                 | Crystal                  |                    |
| 2014 | Csak azért is szerelem!                    | Goodbye to All That                                  | Holly                    | Román Judit        |
| 2016 | Életem Cukkiniként                         | My Life as a Courgette                               | Ida néni (angol hangja)  |                    |
| 2016 |                                            | Ghost Team                                           | Victoria                 |                    |
| 2017 |                                            | The Parable of the Disappearing Recliner (rövidfilm) | Donna                    |                    |
| 2017 |                                            | Handsome                                             | Tucker hadnagy           |                    |
| 2017 |                                            | Observatory Blues (rövidfilm)                        | Fernando felesége        |                    |
| 2019 | Az oroszlánkirály                          | The Lion King                                        | Gyöngytyúk (hangja)      | Solecki Janka      |
| 2020 |                                            | Save Yourselves!                                     | Jack anyja (hangja)      |                    |
| 2021 | Bébi úr: Családi ügy                       | The Boss Baby: Family Business                       | Tina Templeton (hangja)  | Kiss Erika         |
| 2022 |                                            | Clerks III                                           | Ladenheim doktornő       |                    |
| 2023 | Drámatábor                                 | Theater Camp                                         | Joan                     |                    |
| 2023 | Ismerős a múltból                          | Somebody I Used to Know                              | Deedee                   |                    |
| 2023 |                                            | Ghosted                                              | anya                     |                    |
| 2024 | Nincs idő kémkedni: Egy Lármás család film | No Time to Spy: A Loud House Movie                   | Fifi Dufus (hangja)      | Náray Erika        |
| 2025 | A hupikék törpikék                         | Smurfs                                               | Hetyke Grimoár (hangja)  | Haumann Petra      |

### Televízió

#### Élőszereplős
| Év        | Magyar cím                               | Eredeti cím                                | Szerep                          | Megjegyzések                                             |
| --------- | ---------------------------------------- | ------------------------------------------ | ------------------------------- | -------------------------------------------------------- |
| 1991      |                                          | Big Deals                                  | Topaz Radulavitch               | tévéfilm                                                 |
| 1995–1996 |                                          | Exit 57                                    | több szereplő                   | főszereplő (12 epizód) megalkotó és író                  |
| 1999–2000 |                                          | Strangers with Candy                       | Geraldine Antonia "Jerri" Blank | főszereplő (31 epizód) megalkotó és író                  |
| 2001      |                                          | Fling                                      | recepciós                       | 2 epizód                                                 |
| 2001      | Divatalnokok                             | Just Shoot Me!                             | Betsy Frayne                    | 2 epizód                                                 |
| 2001–2015 |                                          | Late Show with David Letterman             | önmaga                          | 31 epizód                                                |
| 2002–2003 | Szex és New York                         | Sex and the City                           | Courtney Masterson              | 4 epizód                                                 |
| 2002–2003 | Monk – A flúgos nyomozó                  | Monk                                       | Gail Fleming                    | 2 epizód                                                 |
| 2003      |                                          | Untitled New York Pilot                    | Connie                          | eladatlan próbaepizód                                    |
| 2004      | Ed                                       | Ed                                         | Kate McCormick                  | 2 epizód                                                 |
| 2004      |                                          | Cracking Up                                | Marla                           | 1 epizód                                                 |
| 2004      | Esküdt ellenségek: Különleges ügyosztály | Law & Order: Special Victims Unit          | Charlie Donato                  | 1 epizód                                                 |
| 2005      |                                          | Wonder Showzen                             | Miss Amy                        | 1 epizód                                                 |
| 2006      | Szezám utca                              | Sesame Street                              | Hófehérke                       | 1 epizód                                                 |
| 2006      | A nevem Earl                             | My Name Is Earl                            | Judy                            | 1 epizód                                                 |
| 2007      | Andy Barker, P.I.                        | Andy Barker, P.I.                          | Rita Spaulding                  | 1 epizód                                                 |
| 2007      | Ments meg!                               | Rescue Me                                  | Beth                            | 2 epizód                                                 |
| 2008      |                                          | Yo Gabba Gabba!                            | Fogtündér                       | 1 epizód                                                 |
| 2008      |                                          | Gym Teacher: The Movie                     | Hoffman igazgatónő              | tévéfilm                                                 |
| 2009      | A főnök                                  | The Closer                                 | Claire Howard                   | 2 epizód                                                 |
| 2009      | Christine kalandjai                      | The New Adventures of Old Christine        | Frances "Frankenstein" Stein    | 1 epizód                                                 |
| 2010      | A semmi közepén                          | The Middle                                 | Abby Michaels                   | 1 epizód                                                 |
| 2010      |                                          | Oddities                                   | önmaga                          | 1 epizód                                                 |
| 2011      | Luxusdoki                                | Royal Pains                                | Nan                             | 1 epizód                                                 |
| 2011      |                                          | The Drunk and On Drugs Happy Fun Time Hour | Katherine "K-Money" Money       | 6 epizód                                                 |
| 2011      | Vérmes négyes                            | Hot In Cleveland                           | Heather Shaw                    | 2 epizód                                                 |
| 2011–2014 | Nevelésből elégséges                     | Raising Hope                               | Delilah                         | 3 epizód                                                 |
| 2012      | A férjem védelmében                      | The Good Wife                              | Stacie Hall                     | 3 epizód                                                 |
| 2012      | Doktor D                                 | Necessary Roughness                        | Dr. Jane Crosetti               | 1 epizód                                                 |
| 2012      | A stúdió                                 | 30 Rock                                    | nő                              | 1 epizód                                                 |
| 2013      |                                          | F to 7th                                   | Kate                            | 1 epizód                                                 |
| 2013–2014 |                                          | The Heart, She Holler                      | Hurshe Heartshe                 | főszereplő (22 epizód)                                   |
| 2013–2014 |                                          | Alpha House                                | Louise Laffer                   | 14 epizód                                                |
| 2014      |                                          | Lil Bub's Special Special                  | önmaga                          | különkiadás                                              |
| 2014      |                                          | Seriously Distracted                       | JD                              | 3 epizód                                                 |
| 2014      |                                          | Dead Boss                                  | Mary                            | eladatlan próbaepizód                                    |
| 2014–2019 | Broad City                               | Broad City                                 | Pam                             | 2 epizód                                                 |
| 2015      |                                          | Kevin from Work                            | Julia                           | 4 epizód                                                 |
| 2015–2017 |                                          | Difficult People                           | Rita                            | 3 epizód                                                 |
| 2015–2020 | A megtörhetetlen Kimmy Schmidt           | Unbreakable Kimmy Schmidt                  | Mimi Kanasis                    | 14 epizód                                                |
| 2016      |                                          | Horace and Pete                            | Mara                            | 1 epizód                                                 |
| 2016      |                                          | Odd Mom Out                                | Elna                            | 1 epizód                                                 |
| 2016      |                                          | Thanksgiving                               | Kathy Morgan                    | főszereplő (8 epizód)                                    |
| 2016      | RuPaul – Drag Queen leszek!              | RuPaul's Drag Race                         | önmaga                          | 1 epizód                                                 |
| 2017      |                                          | Sas & Jake                                 | Jake anyja                      | eladatlan próbaepizód                                    |
| 2017–2021 |                                          | No Activity                                | Janice Delongpre                | főszereplő (25 epizód)                                   |
| 2017–2020 |                                          | Match Game                                 | önmaga                          | 4 epizód                                                 |
| 2017–2020 |                                          | At Home with Amy Sedaris                   | önmaga / egyéb szereplők        | főszereplő (30 epizód) megalkotó, író és vezető producer |
| 2018      |                                          | Jimmy Kimmel Live!                         | metró utasa                     | 1 epizód                                                 |
| 2018      | Válás                                    | Divorce                                    | Cathy                           | 2 epizód                                                 |
| 2019–     | A Mandalóri                              | The Mandalorian                            | Peli Motto                      | - 4 epizód - magyar hangja: - Vándor Éva                 |
| 2021      |                                          | Betty                                      | nő                              | 1 epizód                                                 |
| 2022      | Boba Fett könyve                         | The Book of Boba Fett                      | Peli Motto                      | - 2 epizód - magyar hangja: - Vándor Éva                 |
| 2022      |                                          | Girls5eva                                  | Kris Dutkowsky                  |                                                          |

#### Szinkronszerep
| Év        | Magyar cím                            | Eredeti cím                              | Szinkronszerep                              | Megjegyzések                                              |
| --------- | ------------------------------------- | ---------------------------------------- | ------------------------------------------- | --------------------------------------------------------- |
| 2004      |                                       | The Wrong Coast                          | több szereplő                               |                                                           |
| 2006–2014 |                                       | The Colbert Report                       | Klanswoman / Abraxxia                       | 2 epizód                                                  |
| 2009–2023 | Amerikai fater                        | American Dad!                            | Roslyn Jenkins / Dr. Lizzy / Dr. Meg Penner | 4 epizód                                                  |
| 2010–2012 |                                       | WordGirl                                 | Miss Jade Davis / Rhyme / egyéb szereplők   | 3 epizód                                                  |
| 2011      | Bob burgerfalodája                    | Bob's Burgers                            | Samantha                                    | 1 epizód                                                  |
| 2011–2019 | SpongyaBob Kockanadrág                | SpongeBob SquarePants                    | Ma Angler                                   | 2 epizód                                                  |
| 2013      | Szörnyek az űrlények ellen            | Monsters vs. Aliens                      | Dr. Belle Cutter                            | 1 epizód                                                  |
| 2013–2014 | Dr. Plüssi                            | Doc McStuffins                           | Dress-Up Daisy                              | 3 epizód                                                  |
| 2014      |                                       | Mr. Pickles                              | Sally                                       | 1 epizód                                                  |
| 2014–2020 | BoJack Horseman                       | BoJack Horseman                          | Carolyn hercegnő / egyéb szereplők          | - főszereplő (61 epizód) - magyar hangja: - Murányi Tünde |
| 2015      | Clarence                              | Clarence                                 | Ms. Donna-Joe Judley / nő                   | 1 epizód                                                  |
| 2015      | Parkműsor                             | Regular Show                             | Mrs. Claire Kessler / Jayla                 | 1 epizód                                                  |
| 2016      | A hét T                               | The 7D                                   | Nocturna                                    | 1 epizód                                                  |
| 2016      | Kalandra fel!                         | Adventure Time                           | bandita hercegnő                            | 1 epizód                                                  |
| 2016–2019 | Csillag kontra Gonosz Erők            | Star vs. the Forces of Evil              | Lydia / Mina Loveberry                      | 13 epizód                                                 |
| 2017      |                                       | Steven Universe                          | Zircons                                     | 1 epizód                                                  |
| 2019      |                                       | Twelve Forever                           | Sadmantha                                   | 1 epizód                                                  |
| 2019      | Pinky Malinky                         | Pinky Malinky                            | Helga Hilltop                               |                                                           |
| 2019      |                                       | You're Not a Monster                     | Medusa                                      | 2 epizód                                                  |
| 2020      |                                       | The National Lampoon Radio Hour          | több szereplő                               | 1 epizód                                                  |
| 2020      | A tini nindzsa teknőcök felemelkedése | Rise of the Teenage Mutant Ninja Turtles | Vivian Slopworth                            | 1 epizód                                                  |
| 2020      | Bubbi Guppik                          | Bubble Guppies                           | Tündéri keresztanya                         | 1 epizód                                                  |
| 2020      | Csé, mint család                      | F is for Family                          | Samantha                                    | 5 epizód                                                  |
| 2020      | Kacsamesék                            | DuckTales                                | Pepper                                      | 3 epizód                                                  |
| 2021      | Robotcsirke                           | Robot Chicken                            | Betty Cooper / Mary Andrews                 | 1 epizód                                                  |
| 2022      | Harley Quinn                          | Harley Quinn                             | Debbie                                      | 1 epizód                                                  |
| 2023      | Láng és a szuperverdák                | Blaze and the Monster Machines           | Yucky Ducky                                 | 1 epizód                                                  |
| 2023      | Green család a nagyvárosban           | Big City Greens                          | Bonnie Spark                                | 1 epizód                                                  |
| 2023      | Zokie és Ruby szerint a világ         | Zokie of Planet Ruby                     | Penny                                       |                                                           |
| 2024      |                                       | Grimsburg                                | Lil' Betsy                                  | 1 epizód                                                  |